# Berzo Demo
Berzo Demo (Bèrs e Dém in dialetto camuno) è un comune italiano di 1 463 abitanti della Val Camonica, provincia di Brescia, in Lombardia. È attraversato a valle dalla strada statale 42 del Tonale e della Mendola, dalla quale si diparte la strada provinciale 84 che da Demo porta a Cevo. Il territorio di Berzo Demo confina con diversi comuni: a est quello di Cevo, a nord Sonico e Malonno, ad ovest quello di Paisco Loveno e Sellero, ed a sud quello di Cedegolo.

## Geografia fisica
Il comune di Berzo Demo si trova adagiato sulle pendici meridionali del Pian della Regina. È formato da tre abitati: quello più a valle è Demo, al centro sta Berzo e in cima Monte.

### Clima
Il clima a Berzo Demo è freddo e temperato, con piovosità significativa durante tutto l'anno.
La temperatura media annuale è di 4,7 °C, essendo luglio il mese con temperature più alte (19,1 °C) e gennaio il mese con temperature più basse (-11,4 °C).
La piovosità media annuale è di 1807 mm. In particolare le piogge sono più scarse nel mese di gennaio (67 mm) e più abbondanti nel mese di giugno (213 mm).
| [ 8 ]               | Mesi  | Mesi  | Mesi | Mesi | Mesi | Mesi | Mesi | Mesi | Mesi | Mesi | Mesi | Mesi | Stagioni | Stagioni | Stagioni | Stagioni | Anno  |
| [ 8 ]               | Gen   | Feb   | Mar  | Apr  | Mag  | Giu  | Lug  | Ago  | Set  | Ott  | Nov  | Dic  | Inv      | Pri      | Est      | Aut      | Anno  |
| ------------------- | ----- | ----- | ---- | ---- | ---- | ---- | ---- | ---- | ---- | ---- | ---- | ---- | -------- | -------- | -------- | -------- | ----- |
| T. max. media (°C)  | −1    | 0,3   | 4,1  | 7,5  | 12,6 | 17,4 | 19,1 | 18,7 | 14,8 | 10,4 | 4,3  | 0,0  | −0,2     | 8,1      | 18,4     | 9,8      | 9,0   |
| T. min. media (°C)  | −11,4 | −10,0 | −4,8 | −0,6 | 3,6  | 8,0  | 9,8  | 9,6  | 6,1  | 2,1  | −3,2 | −9,1 | −10,2    | −0,6     | 9,1      | 1,7      | 0,0   |
| Precipitazioni (mm) | 67    | 70    | 92   | 158  | 197  | 213  | 204  | 199  | 170  | 174  | 177  | 86   | 223      | 447      | 616      | 521      | 1 807 |

## Origini del nome
Il paese di Berzo nel 1596 era chiamato Bercio, nel 1612 Bertio; si suppone provenga dalla voce preromana Bersium, ovvero recinto per gli animali. Alla stessa etimologia risale evidentemente anche il nome di Berzo Inferiore, paese della stessa Val Camonica, distante 25 km.
Demo invece potrebbe derivare dal vocabolo trentino dema, che significa "via", ovvero luogo di transito dell'antica strada Valligiana.

## Storia

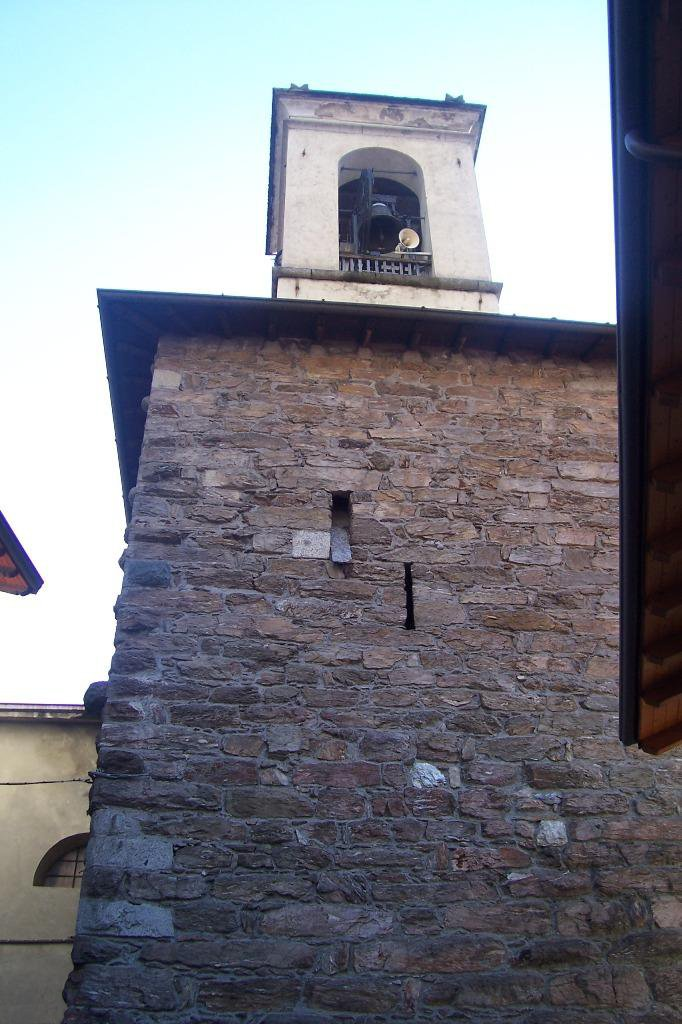
Demo, torre campanaria

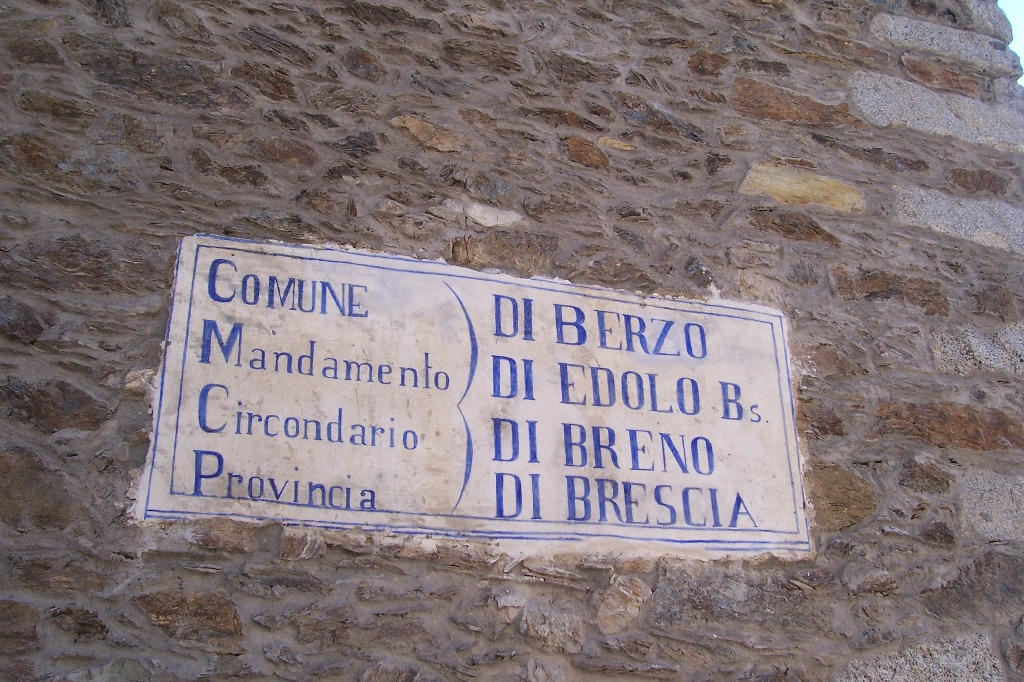
Indicazione muraria

Lunedì 6 aprile 1299 i consoli della vicinia di Berzo e Demo si recano a Cemmo dove è presente Cazoino da Capriolo, camerario del vescovo di Brescia Berardo Maggi. Qui giurano secondo la formula consueta fedeltà al vescovo, e pagano la decima dovuta.
Il 15 maggio 1365 il vescovo di Brescia Enrico da Sessa investe iure feudi dei diritti di decima nei territori di Breno, Vione, Vezza, Sonico, Malonno, Berzo Demo, Astrio, Ossimo e Losine Giovanni e Gerardo del fu Pasino Federici di Mù.
Alla pace di Breno del 31 dicembre 1397 i rappresentanti della comunità di Demo, Albertino di Martino di Demo e il notaio Giovannino Boldrini di Saviore, si schierarono sulla sponda ghibellina.
Il 17 settembre 1423 il vescovo di Brescia Francesco Marerio investe iure feudi dei diritti di decima nei territori di Monno, Cevo, Andrista, Grumello, Saviore, Cemmo, Ono, Sonico, Astrio, Malegno, Cortenedolo, Vione, Incudine e Berzo Demo a Bertolino della Torre di Cemmo .
Nel 1760 Berzo, Demo e Monte contavano 790 abitanti.
Tra il 1927 ed il 1948 (Regio Decreto 28 settembre 1927) Berzo Demo fu unito al comune di Cedegolo.
Nella località industriale di Forno d'Allione, dove già nel 1808 era entrato in funzione un importante forno fusorio, si trovava lo stabilimento di elettrodi grafitati, raffigurati anche nello stemma comunale, fondato nel 1929 come Società anonima Elettrografite di Forno Allione, passato poi alla multinazionale Union Carbide, che in seguito alla crisi internazionale dell'acciaio e alla conseguente diminuzione del fabbisogno di elettrodi iniziata nel 1975, cessava ogni attività produttiva. Lo stabilimento fu definitivamente chiuso e dismesso nel 1994.

### Feudatari locali
Famiglie che hanno ottenuto l'infeudazione vescovile dell'abitato:
| Famiglia    | Stemma | Periodo     |
| Federici    |        | 1365 - 1423 |
| Della Torre |        | 1423 - ?    |

### Simboli
(D.P.R. del 15 dicembre 1981)
Approvato con delibera comunale del 10 settembre 1981, lo stemma ottenne il decreto di concessione il 15 dicembre dello stesso anno.
Il simbolo del comune rappresenta alcuni elementi caratteristici del paese e della tradizione locale: una pianta di grano saraceno «coltura tipica di questo paese di montagna» e tre cilindri raffiguranti degli elettrodi essendo questo comune «il più grande, se non l'unico, produttore di grafite d'Italia».
Il gonfalone è un drappo partito di azzurro e di giallo.

### Ricorrenze
Ogni cinque anni (l'ultima nel 2010) la comunità di Demo organizza la festa della Madonna Grande, durante la quale l'intero paese viene addobbato con dase (dialetto camuno: rami d'abete) e fiori di carta. Ogni famiglia o contrada costruisce una "grotta" che ricorda la figura della Madonna. Tradizione vuole che questa festa risalga al 1880, quando la comunità fece voto alla Madonna per scamparla da un'alluvione. La cerimonia è simile alla Funsciù di Gianico.
A dicembre di ogni anno si tiene a Monte la manifestazione Ëre da Nadal dal Mut, una serie di mercatini di natale ispirati alla tradizione camuna.

## Monumenti e luoghi d'interesse

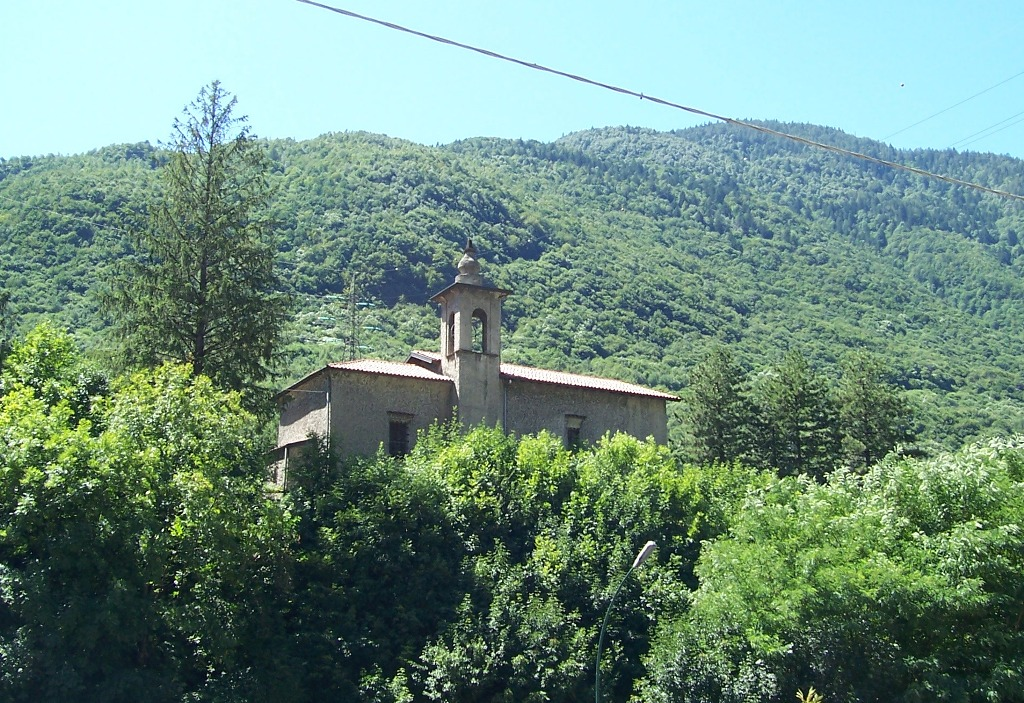
San Zenone a Demo

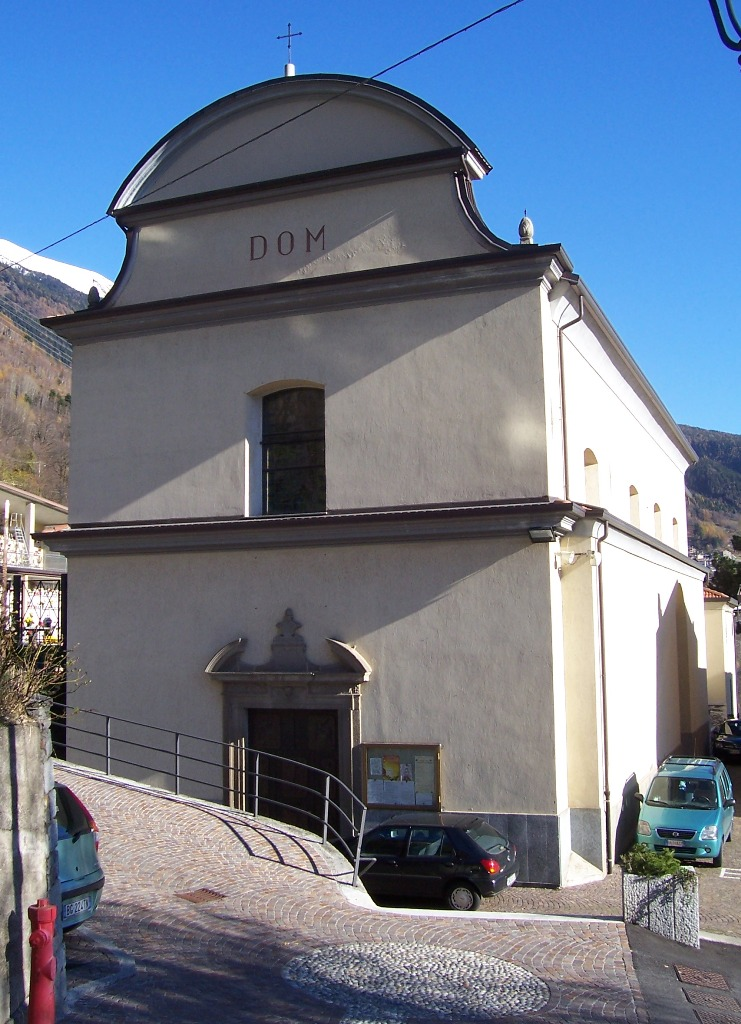
San'Eusebio a Berzo

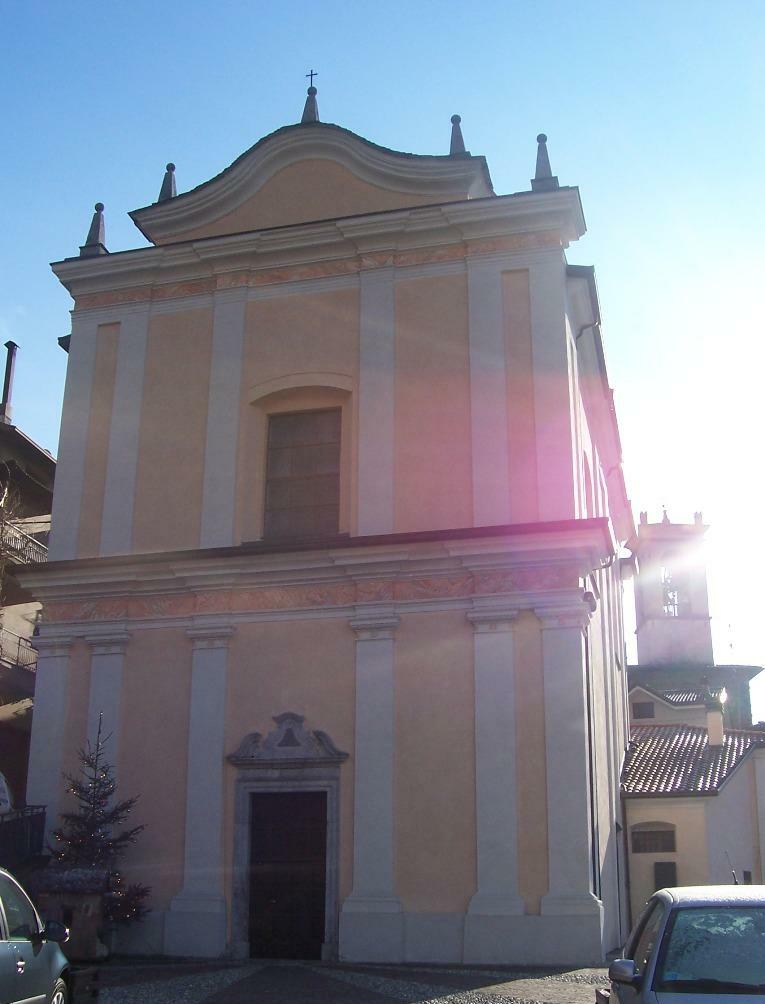
Demo, S.Lorenzo

### Architetture religiose
Le chiese di Berzo Demo sono:
- Berzo
  - Parrocchiale di San Eusebio, di origine quattrocentesca, allungata nel XVII secolo. L'ancona dell'altare maggiore è di Pietro Ramus.
- Demo
  - Parrocchiale di San Lorenzo, il portale ha la data 1757
  - Chiesetta di Sant'Agostino, nei pressi della torre campanaria, ormai sconsacrata. All'interno una lapide datata 1640.
  - Chiesa di San Zenone, su una collinetta ai piedi del paese, è del secolo XVI. Ha un campanile triangolare.
  - Chiesetta dei Morti dedicata a san Valentino:Fino a pochi anni fa era coperta letteralmente di ex voto, specialmente di quelli anatomici (gambe, piedi, mani di legno) fabbricati da un qualche falegname del luogo, senza alcuna arte, ma significanti una vivissima devozione, oggi ne è spoglia.[22]

### Architetture militari
- Il campanile del 1865 sorge sui ruderi di una casa-torre medievale

## Società

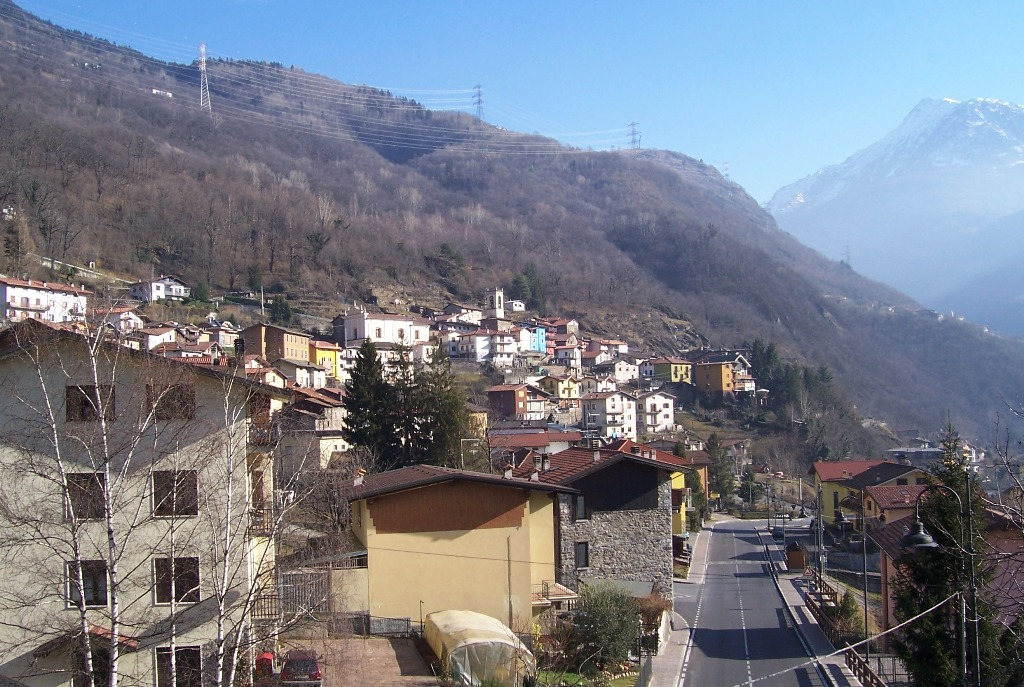
Il paese di Demo

### Evoluzione demografica
Abitanti censiti

### Tradizioni e folclore
Gli scütüm sono nei dialetti camuni dei soprannomi o nomignoli, a volte personali, altre indicanti tratti caratteristici di una comunità. Quello che contraddistingue gli abitanti di
- Berzo è Bersàgoi[5]
- Demo è Gòs (gozzo).[5]
- Monte è Gàcc

Alcuni scütüm famigliari di Demo: Cominassi - Pustì (postini), Bernardi - Frér (fabbri), Bernardi - Sindéc (sindaci), Bernardi - Mischerpì (mascherpa), Moreschi - Sùster, Bosio - Scudèla (scodella), Martinelli - Braghì.
- gennaio. Un tempo anche a Berzo, come ancora oggi ad Andrista, si festeggiava l'arrivo del Badalisc.[25]
- 23 giugno Vigilia di San Giovanni Battista. Venivano accesi falò ai piedi di una gran croce.[26]
- 29 giugno vigilia santi Pietro e Paolo. Si metteva un albume in una bottiglia e si lasciava all'aperto fino al mattino successivo; al mattino l'albume aveva assunto le fattezze di una barca (Barca di San Pietro).[26]
- 9 agosto vigilia di San Lorenzo. Venivano accesi falò in montagna da dei pastori.[26]
- 15 agosto, Ferragosto.A Berzo si effettuava la Benedisù del Toc (benedizione del pezzo): ogni famiglia portava un pezzo di pane di segale che veniva raccolto sul sagrato della chiesa e distribuito ai forestieri. Esso era prima benedetto dalla statua della Madonna che veniva poi portata in processione per il paese: durante il passaggio la gente ostentava le lenzuola bianche alle finestre. Si tramanda che il pane della Madonna fosse nato a seguito di un voto fatto dalla comunità a Maria per averla protetta da una serie di massi staccatisi dal Poggio della Croce.[27]
- 1º novembre, Ognissanti. Nella notte a Berzo Demo si lasciavano aperte le imposte delle finestre e si collocava un lume sulla tavola; quindi si attendeva nelle case l'arrivo dei morti, vegliando alla fiamma del camino. A disposizione delle anime erranti venivano predisposti dei secchi d'acqua affinché potessero rinfrescarsi".[28]

## Geografia antropica
La circoscrizione comunale è costituita dalla sede comunale Berzo, dalle frazioni Demo e Monte, dagli agglomerati di Saletto e Forno Allione e dalle località La Palazzina, Bettolino e Lorengo.
La maggior parte degli abitanti è ripartito nelle tre frazioni (Berzo, Demo e Monte).
Berzo, sede del municipio, si trova sul versante sud del Piz Olda, ad un'altezza media di 700 m s.l.m.
Sul fondo valle si trova Demo, la frazione più popolosa.
Poco sopra Berzo, salendo lungo la strada provinciale si arriva a Monte, piccola frazione.

## Infrastrutture e trasporti

### Strade
Ai piedi dell'abitato di Demo scorre la Strada statale 42 del Tonale e della Mendola dalla quale si diparte la strada provinciale per la Valle di Saviore che porta a Berzo, Monte, Cevo e Saviore dell'Adamello. All'altezza di Forno Allione si diparte la Strada statale 294 della Val di Scalve che porta al Passo del Vivione.

### Ferrovie
Berzo Demo è servita dalla stazione di Forno d'Allione, posta fuori dall'abitato, nella zona industriale omonima. La stazione, con fermata facoltativa, fa parte della linea ferroviaria Brescia-Iseo-Edolo.

## Amministrazione
| Periodo        | Periodo        | Primo cittadino          | Partito                        | Carica      | Note   |
| -------------- | -------------- | ------------------------ | ------------------------------ | ----------- | ------ |
| 7 giugno 1985  | 14 giugno 1999 | Guerino Angelo Ramponi   | DC lista civica                | Sindaco     |        |
| 14 giugno 1999 | 14 giugno 2004 | Pietro Sergio Baccanelli | lista civica di centrodestra   | Sindaco     |        |
| 14 giugno 2004 | 26 maggio 2014 | Corrado Mario Scolari    | lista civica di centrodestra   | Sindaco     |        |
| 26 maggio 2014 | 23 marzo 2022  | Giovan Battista Bernardi | lista civica di centrosinistra | Sindaco     | [ 29 ] |
| 23 marzo 2022  | 15 maggio 2023 | Anna Frizzante           |                                | Commissario | [ 29 ] |
| 15 maggio 2023 | in carica      | Giovan Battista Bernardi | lista civica di centrosinistra | Sindaco     |        |

### Unione di comuni
Berzo Demo fa parte dell'Unione Comuni della Valsaviore, assieme ai comuni di Cedegolo, Cevo, Saviore dell'Adamello e, dal 2003, Sellero.

L'unione di comuni, che ha sede a Cedegolo, è stata creata il 20 agosto 1999, ed ha una superficie di circa 225 km².